# جی سی. فلیپن
جی سی. فلیپن (انگلیسی: Jay C. Flippen؛ ۶ مارس ۱۸۹۹ – ۳ فوریهٔ ۱۹۷۱) بازیگر کاراکتر آمریکایی بود که اغلب نقش گروهبان‌های تندخو، افسران پلیس یا مجرمان ذله را در بسیاری فیلم‌های دهه‌های چهل و پنجاه میلادی بازی می‌کرد؛ به‌ویژه در ژانر فیلم نوآر.
از فیلم‌هایی که وی در آن نقش داشته است، می‌توان به کت بالو، داستان لاس وگاس، چگونه غرب برنده شد، خوی حیوانی، کشتن، هوا همیشه مناسب است، آنها در شب زندگی می‌کنند، ثاندر بی، وحشی، بزرگ‌ترین داستان عالم، وینچستر ۷۳، رود وحشی، مرد بدون ستاره، خم رودخانه، آخرین گلوله، اکلاهما!، شاه و چهار ملکه، دو پرچم به سوی غرب، راز یک زن، مردم علیه اوهارا، سواره نظام هفتم و غارتگران اشاره کرد.

## مرگ
فلیپن در ۳ فوریه ۱۹۷۱ در سن ۷۱ سالگی در طول جراحی آنوریسم یک شریان درگذشت.